# Rocca Due Denti
La Rocca Due Denti (Ròca Doi Dent in piemontese) è una montagna alta 885 m s.l.m. delle Alpi del Monginevro nelle Alpi Cozie. Si trova in Piemonte al confine tra i comuni di Cumiana e Cantalupa.

## Descrizione

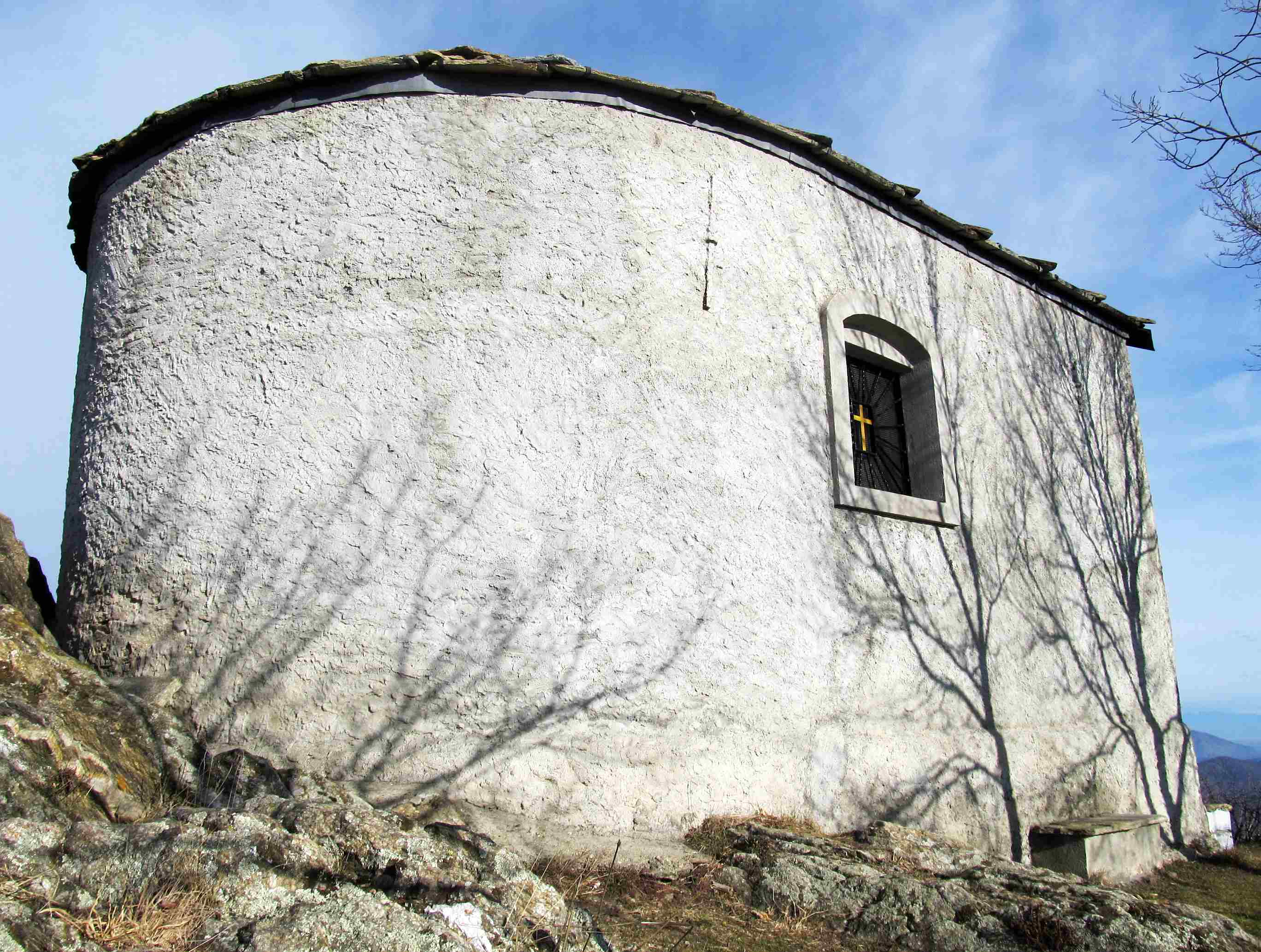
La cappella sul dente orientale

La montagna è costituita da un torrione roccioso che si biforca alla sommità, sulla cui punta più alta - quella orientale - si trova una cappella dedicata a San Bernardo o (secondo altre fonti) a Santa Croce.
Si trova sullo spartiacque tra la Val Chisola (a nord-est) e la Val Noce (a sud-ovest). Verso nord-ovest dopo una insellatura a quota 852 il crinale risale ad un arrotondato risalto per scendere poi al colle Marione (802 m), che separe i Due Denti dal vicino Monte Brunello. Verso sud-est invece lo spartiacque digrada verso la pianura dando origine alla poco definita Rocca della Gallina (750 m) e al rilievo sul quale sorge la cappella di San Sisto (586 m).
In direzione est dai Due Denti parte una breve dorsale che delimita a nord il valloncello dove sorge la borgata di Tavernette.

## Storia
Durante la resistenza il colletto nei pressi dei Due Denti fu teatro di uno scontro tra i partigiani e le truppe tedesche nel corso del quale cadde Dante Boetto.

## Accesso alla vetta

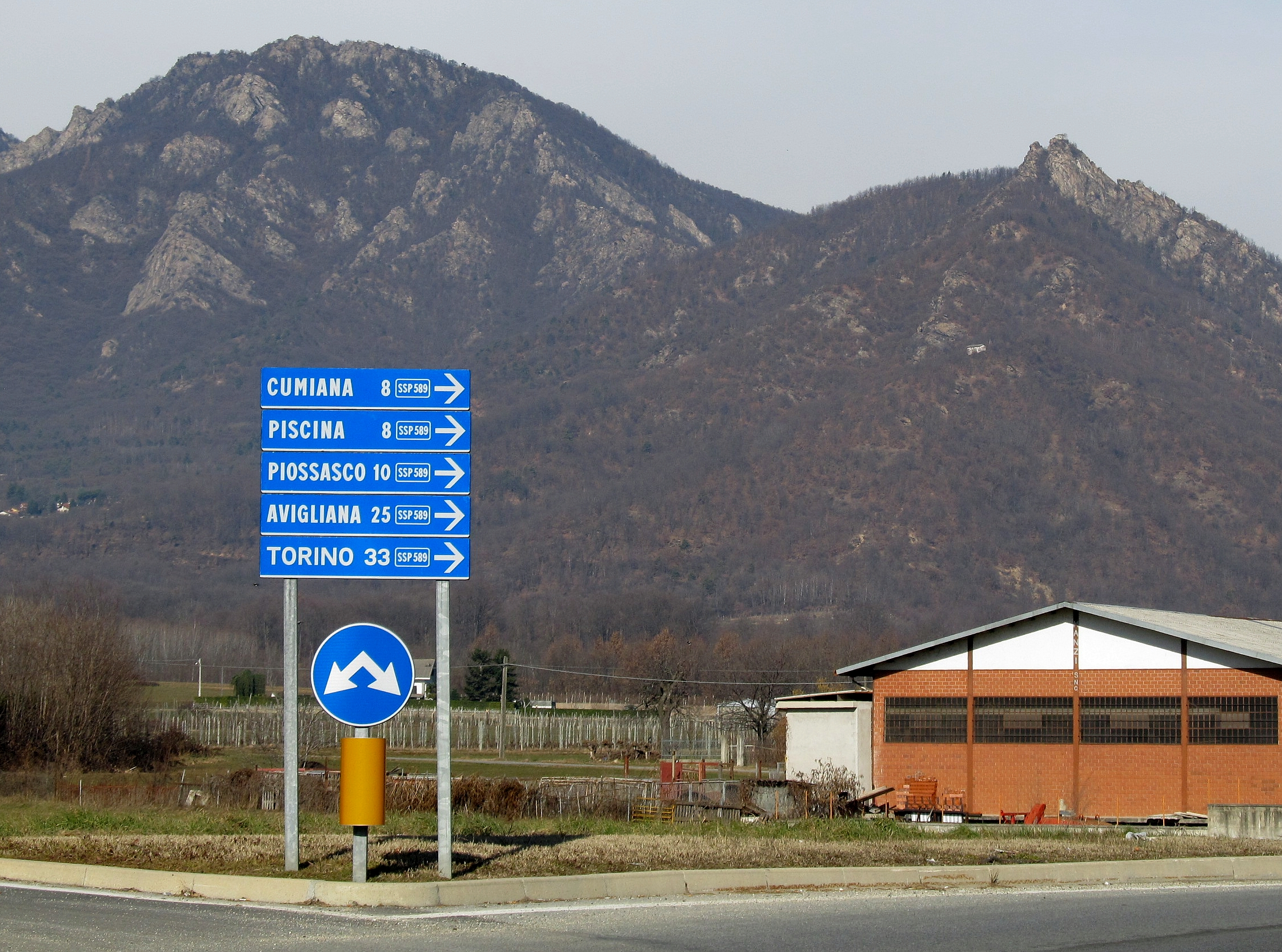
Vista dalla sp 589, a sinistra il Monte Brunello

La via più semplice per salire alla Rocca Due Denti è quella che passando per il colletto a quota 852 sale sulla cima per breve tratto di ripido sentiero. Il colletto è a sua volta raggiungibile o dal Colle Marione, o da Tavernette oppure, lato Val Noce, dalla località Vigna. Sono possibili varie alternative tra le quali il raggiungimento della cima da sud con partenza dalla località Pero di Frossasco o da Tavernette, contornando i Due Denti da sud-ovest seguendo un itinerario che con l'aiuto di una corda fissa attraversa alcune placche rocciose piuttosto esposte; in questo caso la difficoltà escursionistica dell'itinerario viene valutata in EE.
La salita al dente occidentale a partire dall'intaglio che lo separa da quello orientale è considerata di grado II-.